# 波打際のむろみさん
『波打際のむろみさん』（なみうちぎわのむろみさん）は、名島啓二による日本の漫画作品。『週刊少年マガジン』（講談社）にて2009年8号から12号まで短期集中で連載したのち、同年33号より同誌にて正式に連載が開始され、2014年26号にて終了した。単行本は全11巻。2020年12月17日、続編的な物語にして福岡県の文化を題材にした『波打際のむろみさん 地元版』が発売された。

## 概要
博多弁を喋る人魚・むろみさんと、むろみさんをよく釣り上げてしまう少年・向島拓朗を中心に、人と生き物などの間で繰り広げられるギャグコメディ。世相を風刺するネタや時事ネタも多く盛り込まれる。
短期集中連載当初は正式な連載にはならないだろうと作者は考えていた。しかし予想に反して人気が出たため本作が正式な連載となったことで、それまで作者が連載していた『聖☆ピスタチオ学園』の方が休載となっている。単行本のあとがきまんがには毎回『ちきゅう観測隊!』のフレミィと『聖☆ピスタチオ学園』の若菜ちえりがむろみさんとともに登場、若菜ちえりはマガジンスペシャルの特別編にも登場した。
なお、ヒロインが人魚になった理由は聖☆ピスタチオ学園連載時に編集から作者の絵では女性キャラの下着等の露出は禁止されていたため、だったら普通の人間出すのはやめてしまおうということで書いた第一号が人魚だったとのこと。
2012年10月にテレビアニメ化が発表された。2013年4月より6月まで放送。

## あらすじ
釣り好きの高校生の少年・向島拓朗は、波打ち際の防波堤で釣りをしていたところ、かかったのは人魚だった。その人魚はむろみと名乗り、拓朗は戸惑うこともなくむろみと交友関係を作る。のちにむろみの知り合いの人魚達や未確認生物、神話に登場する生物たち、宇宙人、不老不死の力を得た人間、拓朗のクラスメイトたちなどを巻き込み、奇妙な付き合いを得ていくことになる。

## 登場キャラクター

### 主人公
むろみ
声 - 田村ゆかり
本作の「人魚（異生物）側」の主人公。人魚だが、なぜか博多弁で喋る。
ツインテールの根本にある帆立貝の貝殻状の髪飾りは、右が携帯電話（電子マネー機能付き）で左が小物入れ（他人が見るとボイルされた帆立貝のように見えるセキュリティ付き）になっている。両腕についている小ひれは金属も切断できるほどに鋭い。
人魚たちの中でも特に陸で活動する機会が多く、そのためはるか昔には立派だった尾ひれが現在は見る影無く擦り切れて小さくなっている。しばらく水中にいれば再生すると言われているが、本人はそのことについて全く無頓着。だが、あまり大きくないバストサイズは気にしていたりする。
泳ぐ速さはマグロ並みで、本気を出せば1日で地球を一周できるほどであり、人魚たちの間でも注目されるほどであるが黒潮などに勝てずに流され、よく波打ち際に漂着する。
価値観などは人間よりも魚に近いが、海での生活に飽きているため、駅前のドンキで買い物をしたり、コンビニに行ってビールとつまみを買ったりするなど、陸上生活に完全に適応している。買い物には電子マネーを、陸路の移動にはスケボーを使用している。かなりの酒好きで、よく人魚の友人たちと宴会をしては二日酔いに苦しんでいる。
人間的な味覚と魚の味覚両方持っており、陸上の甘いものも好きだが、ゴカイやミミズ、練り餌なども好物。ただし植物プランクトンは不味いので食べないという。
交友の幅や見聞は広く、人間・人外を含め世界中に知り合いがいる。また淡水でも普通に活動出来るようで川を遡上して川端くんや宝満さん、島原誠一郎らに時折会いに行っている。
年齢は本人が隠しているため不明。精神年齢的には18歳。ちなみに元彼のことがトラウマになっているため、クジラやイルカと言った水棲哺乳類が嫌いである。
その流れでハイギョは魚の癖に肺呼吸をするということで裏切り者扱いしているほか、淡水でしか生きられない淡水魚をやや見下していたりと魚類にも好き嫌いが存在する。
明るく豪快で好奇心旺盛な性格だが、一方で前述のように大昔に振られたことを根に持ち続けるなど妙に度量が狭かったり、寂しがりな面もある。
遊び好きなため荒事は好まないが、実は旧友の淡路ら瀬戸内三連星から一目置かれるほどの血の気と戦闘能力があり、技の数は1兆個を超えるという。しかし、他の動物からは魚類としか認識されないため、鳥類や猫、ペンギンなどにしばしば襲われる（美味しそうな魚に見られてしまうため）。ただし、知床でヒグマに襲われた時は瞬殺で返り討ちにし、その後友達になっている。
よく漁船の網にかかることがあるが、むろみが網にかかった時は決まって大漁になるため、漁師との関係は良好である。
むろみと交流を持った者は人・人外問わず、むろみに好感を抱くという。繁殖期に入った魚類にはモテるが、自らの眼中に入っていなければ嬉しくない。また、妥協をする気もない。
拓朗に好意を持ち、ある時は友人として、またある時は年上のお姉さんとして接したり色気で誘惑しようとしたりしているが、拓朗自身の性格などから一定の距離からはなかなか進展していないようである。定期的に産卵して拓朗に受精をせがむが、毎回全力で拒否されたり逃げられたりしている。
名前の由来は作者の出身地である福岡県を流れる室見川。
作者の次回作『増すコミ』の単行本1巻巻末おまけ漫画にてゲスト登場しているほか、同作2巻本編にも後姿で登場している。
『地元版』にも引き続き登場。
音痴で歌声は凄まじく、作中ではむろみが大声で荒波が起こり、元寇を追い払ったという描写がある。
向島 拓朗（むこうじま たくろう）
声 - 水島大宙
本作の「人間側」の主人公。
暇さえあればどこでも釣りをしている高校生。通称「たっくん」。釣りの最中に釣ってしまったむろみと知り合い、彼女のボケやネタに振り回されながら、友達付き合いをしている。堤防にいることが多いためか、むろみに待ち合わせの場所として指定されることがよくあり、釣り中に人外たちに出逢うのが日課になっている。
短期集中連載時は名前がなかったが、正式連載時に名前がつけられた。高校で唯一のフィッシング部員であることもこの際に明らかになった。釣りはいつも一人でしているが、学校では普通に男女の友人がおり、むろみとの交友が知れてからは“年上の美人を落としてコスプレ好きに調教した”として男子生徒からかなり注目されるようになったという。
どんな事態でもある程度の冷静さを保てる胆力があり、年齢の割に妙に悟った言動や思考をすることがある。そのため、精神年齢の幼い人魚達に対して“大人な意見”を述べて論破するのが定番となっているが、それは同時に優等生的・八方美人的になりやすい危うさも併せ持っており、そのことをむろみに指摘されたことがある。
作中でむろみを釣る機会が多いが、魚が大漁だったことはあまりない。
後に大橋達人や黒柳先生など、前作である『聖☆ピスタチオ学園』の登場人物が出てきたことで、同校の生徒であることが判明した。当初学業成績はあまり芳しくなかったが、むろみにアドバイスされたことや大橋から勉強を教わっていることもあって徐々に上がりはじめ、大学には推薦で合格を果たす。また、黒柳からは文化祭でのフィッシング部の展示を強要されたことで、意識変化のきっかけとなった。
むろみに対しては当初、友達以上の感情を持っていなかったが、物語が進むにつれて徐々にではあるがそれ以上の感情を抱き始めている節があるものの、本人は認めたがっていない。物語終盤近くでついにむろみへの思いを態度で示した。
作者の次回作『増すコミ』の単行本2巻にピスタチオ学園3年生としてゲスト登場している。
『地元版』では、趣味であった釣りが仕事になった。
ひいちゃん
声 - 野中藍
むろみと同じく博多弁を話し、むろみを「おねいたん」と呼ぶ妹分的な人魚だが、実の姉妹ではなく近所で育っただけらしい。
髪にはアンモナイトに良く似た巻貝を着けているが、その種については作中に言及がない。
博愛主義の天真爛漫な性格で、海洋生物たちから人気がある。大昔、泳ぎが上手くなかったためむろみにあまりかまってもらえずに寂しい思いをしていた折にイルカたちと交友を得たいきさつがあり、イルカへの思い入れは特に深い。ゆえにイルカ絡みのことになるとかなりお節介焼きで前のめりになってしまう面があり、瀬戸内三連星のイルカ捕獲を阻止しようとしたり、仲がいい水棲哺乳類をむろみに会わせて関係修復を取り持とうとしたりするが、鬱陶しがられてしまうことが多い。
食性は海藻類を主とするベジタリアンで、魚の類は食べない。
名前の由来は福岡市を流れる樋井川。
『地元版』にも登場。

### 人魚
共通事項として、皆女性であり男性の人魚は初めから存在しない。そのため一年周期で産卵をするが、孵化した例は一度もないという。親もいないため、自分達の出自もよく分からないらしい。
人間とも会話が可能な高い知能を有するが、理性よりも本能（特に食欲）が勝り易く、よく拓朗の疑似餌に騙されたり、オキアミなどで餌付けされたりしている。
産卵時期になるとその傾向は顕著になり、無意識のレベルで非常に積極的になり、パートナーを探して受精をせがんだりするようになる。
歌うと海が荒れ、ローレライの如く付近の船が沈むとされる。
生物分類的には魚類にあたり、えら呼吸で変温動物。
魚を餌とする生物に狙われ易く、また苦手意識からか優れた身体能力を持つにも関わらず防戦一方となるケースが多い（むろみがヒグマを撃退したのは珍しい例）。
基本的に不老不死であり、リヴァイアさんが一度世界を滅ぼした直後はむろみもひいちゃんも子供だったが、現在の姿に成長してからは数億年近く外見に変化が無い。少なくとも2億年以上前から生息が確認できる。
後述のガンジスさんは4000年間飲まず食わずでミイラ状態になりながらも存命であった。だがその生命力が故に、無限に続く人生という名の「ヒマ」を如何に楽しく潰すかが、彼女らの課題となっている。
なお、産卵した卵を別の人魚の卵と混ぜ合う行為は人魚の間ではアブノーマルなプレイとして扱われる。
隅田さん（すみださん）
声 - 上坂すみれ
むろみの友達の人魚。ポニーテールで、根本にアッキガイを着けている。なかなかの美乳の持ち主でもある。
むろみとはガールズトーク&飲み仲間。むろみ同様に酒好きで、よく一緒に合コンや宴会などに行っては、ひどい二日酔いで半死状態となって揃って浜辺に打ち上げられている。
恋愛に積極的なタイプで恋多いが、恋に恋するタイプでさらに種族の異なる人間を恋愛対象にしているため、なかなか実らないのが悩み。むろみにも恋愛のアドバイスをしたりしているが、あまり役に立っていないようである。
恋愛対象は壮年期頃の成人男性のようで、拓朗のことは少年扱いして（むろみの相手というのもあるだろうが）眼中にはない様子だが、誘惑したり、受精を誘ったりとたびたびちょっかいを出している。また、大橋と高宮の二人に遭遇した時には高宮の片思いにお節介を焼くも大橋の言動を勘違いして略奪愛を妄想して舞い上がったりもしていた。。
失恋するとやけ食いやけ酒に走る。
彼女のトレードマークであるアッキガイは、むろみのホタテガイと違い携帯電話と小物入れの機能が一体化されている。また、トゲの部分を櫛として利用できたり、フレイル型のモーニングスターに変形可能など非常に多機能である。
名前の由来は東京都を流れる隅田川から。
作者の次回作『増すコミ』にて、その作品に登場する高宮（に似た少女）が持っている雑誌の表紙に登場している。
『地元版』にも登場。
富士さん（ふじさん）
声 - 原田ひとみ
隅田さんの友達で、むろみの知り合い（いわゆる“友達の友達”）の人魚。人魚では最大級の巨乳の持ち主。髪に着けているのはアゲマキガイ。
初期は何かとむろみに絡む高飛車キャラであったが、回が進むにつれ何かの境域に覚醒する。大昔から憧れだったむろみの尾鰭を擦り切れさせる原因となった陸上世界を逆恨みしており、何とかしてむろみの奔放な陸上生活を止めさせようとしているが、考え方と価値観が変わったむろみには全力で拒否されている。自分だけではむろみを説得出来ないと悟ると、拓朗からアプローチするよう度々頼んでは、むろみに“ウニフラッシュ（ウニを胸に当てられる）”や“デビルフィッシュスプレッド（タコを胸に乗せられる）”といった物理的なツッコミを受けている。
しかし内心はむろみに近づけることを喜んでいるフシがあり、持ち前の巨乳をはたかれるツッコミをしっかり受け止めていたりする。
また後にむろみ限定のドMという新たな扉が開いてしまい、一時期むろみからは危険視され避けられていた（本人は無自覚）。最近は巨乳へのツッコミのみならず普通のツッコミですら快感に感じるようになってきたようである。
最近では鰭へのこだわりをこじらせて富士さん自らつけ鰭を装着したり全身鰭だらけのむろみさんを想像してヨダレをたらして興奮したりと痛い方向になりつつあるようである。 またその鰭とむろみさん絡みで不死身の人魚でありながら2度死亡している。
名前の由来は長野県・山梨県及び静岡県を流れる富士川。
ミズーリさん
海洋生物たちを治療する医師として活躍する人魚。「海域なき医師団」に所属しており、医療活動の他にも禁漁海域の監視や保安活動なども行っており、人魚たちの社会では侮れぬ影響力を持っている。辛いものが苦手。
当然、海洋生物に対しては保護の方針であり（ただしジンベイザメに赤潮処理をやらせるなど無茶なことをやる時もある）、道楽で珍しい海洋生物を狩る人間やそれに賛同して不当に利益を得ているハンターを嫌っており、生命の可能性を守るためなら武力行使やライフサイエンスの利用も厭わない。そのためハンター稼業の淡路さんとは折り合いが悪い。戦闘に関しては医師団の中でエース級の実力を持ち、薙刀を使用する（遠隔操作可能）。
理想主義でお堅い性格や物言いのせいで周囲から誤解されやすい。実際に他人や周囲に厳しく、連れている部下の看護人魚をブラック企業まがいに酷使するなどやりすぎるところがあり、海の平和を守るためなら周囲への迷惑を省みずに自分の名誉だと信じて疑わずそれを悦びとし自己満足する自分に甘い部分も目立つ。そのため、むろみは適度な距離で付き合っており、時々むろみがアルバイトで治療を手伝うことがある。
大昔、絶滅していく大型爬虫類達を目の前にして何もできなかったことがきっかけで医療活動を始めたようである。
劇中で拓朗と接触することはなかったが、最終回で対面した。
淡路さん・明石さん・鳴門さん（あわじさん・あかしさん・なるとさん）
瀬戸内海を主な拠点にハンター稼業をし、通称「瀬戸内三連星」と呼ばれる人魚たち。共に関西弁で話す。
淡路さんは三連星のリーダーであり、心身ともに戦闘的で腹筋も割れているマッチョな体格。髪に着けているのはスカシカシパン。使用武器は三叉槍。後にこの槍が伝説の魔槍であることが判明する。
全てにおいて荒っぽい性格だが、本人なりにハンター稼業における意義や生き甲斐を持っているため、「海域なき医師団」のミズーリさんやひいちゃんとは立場や思想の違いからよく揉める。その一方、食虫が苦手にもかかわらず明石と鳴門が必死で捕ってきた幼虫を美味そうに食べるなどの気を使う一面も持っている。
水中戦では無類の強さを誇るが、ひとたび地上に出ると不慣れもあって戦闘力は激減する。
淡路さんの舎弟で、前髪で右目が隠れているのが明石さん、左目が隠れているのが鳴門さん。2人ともよく似ているが双子かは定かでない（この2人を指して瀬戸内ツインズと呼ぶ場合もある）。髪に着けているのはクモヒトデ。シャチに襲われそうだった際に狩りに来た淡路さんとむろみ（むろみはどちらかといえば私怨）に助けられ、淡路さんの強さに憧れて弟子入りしたことから元々はおとなしく人見知りが激しい性格でもあり、淡路さんたちとはぐれた時の明石さんは人が変わったように弱気になっていた。2人の使用武器は槍。
3人でクジラやサメを狩ったり、水没した財宝などをサルベージして金を稼ぐことに血道をあげている。むろみもかつては（水棲哺乳類への私怨もあって）淡路さんとつるんでいた間柄で、時々彼女たちの活動を手伝うことがある。
ガンジスさん
ガンジス川に留まってパワーを4000年送り続けていた人魚。
むろみとミズーリさんに発見された時はエネルギーの枯渇でミイラ化していてガンダーラの繁栄以降の記憶がなく、カレーの存在も知らなかった。
元来は太めの体形だったらしく、後日回復した姿で登場した時はかなりぽっちゃりとしていた。魚釣さんのBARで再登場した時にはさらに太っていたが、淡路さんに鍛えられてスリムな体型になった。
長い黒髪に褐色の肌と見た目はインド人とほぼ同じである。
名前の由来はインドを流れるガンジス川。
バミュウダさん・ドーバーさん・セントヘレナさん
大西洋聖歌隊という、歌うことで低気圧を発生させ台風や嵐を起こす活動をしている人魚たち。
他の人魚と違い低気圧の発達に微妙な調整ができるらしく、むろみやミズーリさんから太平洋の海水温上昇を防ぐ手助けを依頼されている（本人達はあまり乗り気ではないようだ）。ただし周りに水がないと使えない能力でもある。。
バミュウダさんはツリ目のポニーテールでソプラノ担当。エリート意識が高いため、上からモノを言われると反発してしまう傾向があるが、所詮子供であるため、理詰めに弱い。
ドーバーさんはジト目のボブカットでアルト担当。トラブルメーカーの傾向があり、大西洋聖歌隊の中では一番辛辣な物言いをしており思ったことを口に出すため、無意識に陰湿なイジメをしてるタイプ。
セントヘレナさんはタレ目のウェーブのかかったセミロングでテノール担当。上記2人に比べると突出した個性はないが自分という物もない。空気を読んで無難な発言で立ち位置を確保するタイプだが流行にも流されやすい。
歌う事により気象変化を引き起こす為当初は必要な時以外は歌う事を禁止させられていたがワイズマン作成のネコ耳ヘッドセットにより能力が抑えられるようになり定期的にライブ活動も行うようになった。
大湊さん（おおみなとさん）
大西洋聖歌隊や他の人魚とは逆に、歌うことで海が凪になるという特殊能力を持つ人魚。おかげで海洋レジャーを興業している地域からはひっぱりだこらしい。
人魚達の間でも珍しい深海魚タイプで、海上に揚がる時は目の保護のため一つ目に「心眼」と書かれた目隠しを着用している（拓朗と再会した際には「華が咲いた」と書かれたものを使用し、その前はガスマスクをつけていたこともあった）。そのため極度の方向音痴だということだが、実際は単に見えていないだけであり、注目されるのが苦手で素顔を晒すのが恥ずかしいのが本音。むろみ曰く「人見知りで方向音痴で引きこもり気味なだけで立派に自立しとるよ」だそうである。海底で三味線を弾くことしかなかった折にむろみと出会い親しくなった。
東北訛りのような方言で話し、その訛り方は意味を理解するのに困難な程。何かとリンゴをくれるが、青森産でないものも含まれる。
2011年は歌うと海が荒れる人魚たちの対照的な存在として、大人の事情で出番が多かった。
シャコ貝で繕った三味線（ケータイ機能付き）を弾き語り用に持ち歩いているが大湊さん以外が使うととんでもないことになるようである。
名前の由来は青森県むつ市に属する港町の大湊。
魚釣さん（うおつりさん）
沖縄近辺 (?) でBAR SENKAKUを経営している人魚。
沖縄弁を話し、性格はとても能天気。自分の国籍にはさほど興味がない様子。頭にはトリノアシが乗っている。貧乳でスレンダーな体型。
飲み会で酔いつぶれて二日酔いの人魚に有料でスポーツドリンクを配ったり、むろみと淡路さんが食器類やイス、テーブルを壊すのを静観し後で料金に弁償代加算して請求する等、金銭面に関してはかなり抜け目ない。
マリアナさん
声 - 水橋かおり
海中経済（エコノミック・オーシャン）の北太平洋代表。人間の財界人とも繋がりを持ち、魚介類のレートを操作しているらしい。
他の人魚と同様に噂話を信じやすく、悪い噂が元で経営破綻した竜宮城への融資を断ったため、乙姫から恨まれている。
初登場となった#52では名前がなく、#164で再登場した際に名前が付いた。それにならってか、アニメ第11話に登場した際のクレジット表記は「人魚①」だった。
コロラドさん
アメリカの某国立公園にある湖に棲む人魚。湖の魚（の味）に対する不評を聞かされ続けた結果、卑屈な性格になってしまっている。
マナちゃん
声 - 真堂圭（OAD）
単行本第9巻限定版付属のOADに登場するアニメオリジナルの人魚。「まな板」の二つ名を持つ。
小学生のような小柄で幼い容姿、ゼッケン付きスクール水着、赤いランドセル、リコーダー、おっちょこちょいな性格等々、アニメでありがちな小学生の要素をこれでもかと集約したような、非常にあざといキャラクター。
前髪には白いプラスチック製のまな板をモチーフにした髪留めをしている。
原作最終回でついに登場し、拓朗とも対面した。

### 人間
権造（ごんぞう）
昔からむろみと関わりがあるベテラン漁師。52歳で、梨理杏（りりあん）という名の孫がいる。むろみに初めて遭った時はむろみが「およげ!たいやきくん」を熱唱しており、船を沈められた。
むろみを「豊漁の女神」と崇める一方で、「外道（この場合は釣り用語で“目的外の魚”）」と呼んだこともある。
ヤス
権造の後輩にあたる若手漁師。最近漁に出るようになった青年で、むろみのことは漁に出るまで知らなかった。
酔っ払った隅田さんに絡まれ、適当に誤魔化そうとした結果「白子なし」と罵倒されてしまった。
最近は人魚とのエンカウント率が上昇しており、漁師仲間から嫉妬されている。
富雄（とみお）
イカ釣りの鉄人。70歳。天塔（ばべる）という名の孫がいる。むろみとは面識はあるものの釣り上げたことはないらしく、その恩恵にあずかったことはない模様。ボヤキ系爺さん。
むろみからのあだ名は「トミー」。むろみを不漁のときの救世主として頼りにしてるフシがある。
乙姫（おとひめ）
声 - 藤田咲
拓朗が通っている釣具店「ピリオド」の店員（後に作中で退職して服屋の店員やコンビニ店員と様々なバイトをしており、「乙姫（おつき）」という偽名を名乗っている）。
実は大昔に不老不死となった人間。一ヶ所で長期的に就労していると歳をとらないことがばれるおそれがあるため、職を転々としているようである。釣具店「ピリオド」を退職したのもそのため。
かつては賭博と歓楽の殿堂として海底世界に知られた「竜宮城」のオーナーだったが、高飛車で強欲な性格から評判が良くなかったようで、浦島太郎の訪問後、陸に戻ったら老齢化してしまったという噂が流れ、興行収入が減っていたところに関東大震災が起こり、城が倒壊したため全財産を失い、地上に落ち延びる（城の再建はかなわず石碑だけが残り、跡地は大手ショッピングモールになったという）。
地上に出た後、幾度か資産を増やし再興のきっかけはあったのだがリスクマネジメントをしなかったため、金融恐慌の度に没落するということを繰り返している。再起のため融資を申し出た際に散々バカにされた挙句に断られた恨みから人魚への憎悪はとても深い。
個人的には元々むろみとの関係は悪くはなかった（むしろ竜宮城が営業していた時はいいお客だった）のだが、噂を信じやすいむろみの性格もあって悪い印象を持たれ、他の人魚と同様に罵倒された結果、乙姫のむろみに対する憎悪は現在に至るまで日々増幅されている。
元は室町時代生まれの若い人間の女性で、常々自身の老化に恐怖心を抱いており、そのことを友人の人魚に話したところ、永遠の若さを彼女に与えて人魚は行方不明になったことが拓朗との会話で判明している。不老不死のため、この世から消えるにはリヴァイアさんの力で消滅させる必要があるようだ。また、リヴァイアさんはこの消えた人魚のことを知っているようである。しかし、この人魚が何者なのか、その後どうなったのかは作中ではついに明らかにされなかった。
人魚の能力を得ているため、人間でありながら海中での呼吸や、魚類との会話が可能。性格は自分に正直な分、自省心に薄いところがある。また相手が自分に好意を抱いている（と認識する）と途端に女王様気質全開となるようで、その一端を垣間見た拓朗はドン引きしていた。
『地元版』にも登場。
島原 誠一郎（しまばら せいいちろう）
釣り雑誌に名前が紹介されるほどの鮎釣り名人。86歳。年金と軍人恩給でかなり裕福らしい。
むろみとは昭和19年の第二次世界大戦中、出兵先の海南島で出会ってからの付き合い。当時はガチガチの日本軍人の考えだったために、むろみを敵国の手先と考え襲いかかったが、逆に武器を全部壊されたことで婦女子に負けた生き恥を晒すくらいならと切腹しようとした（しかし、むろみに全力で止められた）。
その出会いをきっかけに考え方が変わり、定年後暇つぶしに始めた鮎釣りで、鮎や鮎の生態に人生哲学を見出し釣りを続け、いつの間にか名人と呼ばれるようになっていた。若い子を自虐ネタで困らせるクセがある。
シエル
声 - 大久保瑠美
マレーシアの海岸近辺に住んでいる褐色肌の少女。浜辺で貝殻を拾っていた時に二日酔いで漂着したむろみと出会い、助けてあげたことがきっかけで仲良くなる。
その後岩塩を採りに来ていたイエティ（なぜマレーシアまで来ていたかは不明）やむろみ同様二日酔いで漂着した隅田さん、富士さんとも知り合いとなる。特にむろみやイエティとは時々会って遊ぶ仲のようである。
初めてむろみに会った時にも全く恐がらず、貰ったウロコを大事にしている（富士さんもあげようとしたが邪な心に溢れていたのをシエルの純粋な心が察知してあっさり拒否された）。
ちなみに初登場は連載4話（2009年）とかなり早かったが最近まで名前がついていなかった。第5巻でボソっと読者募集をしたところ「Shell fish（貝殻）を集めるのは自分と同じ名前だから」という応募があり、採用された。
タペストリー屋の次女で、趣味は貝殻集め。
最終回にて背も伸び、拓朗と対面した。
増田（ますだ）
声 - 増田俊樹
拓朗がよく利用するコンビニのバイト店員。お得意様であるリヴァイアさんとも顔見知り。
芸人を目指していたが、彼女が妊娠したためそのままコンビニの店長に就任。以来、同地区で唯一売上を伸ばした店長として本社でも一目置かれる名物店長となる。後に、女子大生との浮気が露見し、離婚裁判にて自身の身に覚えのない証拠を出され全面敗訴となり、慰謝料と養育費を毟られる破目になった。そのときのストレスで頭髪が白髪になり、やつれた姿になっていた。
『地元版』にもモブキャラとしてカメオ出演。
七隈（ななくま）
水族館「MARINE LAND」の飼育員。作中の様子からドルフィントレーナーと思われる。イルカと言い争いをするむろみや、イルカと遊ぼうとして水槽に侵入するひいちゃんなど、人魚たちから少なからぬ迷惑を被っている。拓朗の通っている高校（聖ピスタチオ学園）の卒業生で、卒業後も同校の文化祭に足を運んで拓朗のフィッシング部の展示も見物している。
名前の由来は福岡市城南区にある地名。
ケニー
アメリカ人のプロサーファー。陽気な性格。サーフウェア店の経営をしており（ホームページも開設している）、宣伝活動する一方で選手として活動しているも赤字続きで自転車操業状態が続き、収入は妻に頼りっぱなしのヒモ状態になっている。
ジェニファー
ケニーの妻。通称「ジェニー」。日本語は少し話せる。珍しい鱗の魚が好きで、むろみや隅田さんを一目見て飛びついた。赤字経営にもかかわらずフリーに過ごすケニーには頭を悩ませている。
マーク
ケニーの親友で、プロサーファー兼デザイナー。日本語は少し話せる。ケニーとは高校時代からの付き合い。自身がデザインしたアメコミタッチのサメのイラストが人気を博している。金銭的にはケニーより余裕であるが、ケニーには金を貸さない。その理由は「金でケニーを買いたくないから」とのこと。

#### 拓朗の学園関係者
ほとんどの人物が、作者の『マガジンSPECIAL』における連載作品『聖☆ピスタチオ学園』からのゲスト出演。聖ピスタチオ学園の略称は「ピ学」。
大橋 達人（おおはし たつひと）
声 - 逢坂良太（OAD）
『聖☆ピスタチオ学園』からのゲスト出演。拓朗の理解者の1人となる少年。海岸の清掃ボランティアをしていたところ、網に掛かっていたむろみを助けた。
本作では上記の作品での奇行ぶりは見られず（後述するOADでは見られる）、真面目で秀才な少年として描かれていく。作者いわく、1話限りのゲスト出演のつもりだったらしいが、好評だったために再登場し、それ以降準レギュラー的な立場の人物として登場する。
人間による心ない環境破壊を憂いているが、それも自然の摂理と考えるむろみとは意見が対立することもあった。後に拓朗の手引きでむろみと再会する（この時はイエティ、ハーピーとも遭遇し、未知の世界に感慨深げであった）。
拓朗とは同じクラスのようで、同作と世界観がリンクしていることが見受けられる。むろみとの再会の一件で拓朗と親しくなり、勉強を教えたり、行動をともにしていることが多くなる。
名前の由来は福岡市南区にある地名。
アニメ本編では台詞なしで登場しているシーンがあり、OAD第EX話で「オーハシ」として台詞つきでのゲスト出演を果たす。
高宮（たかみや）
『聖☆ピスタチオ学園』からのゲスト出演で、同作では「千春」と呼ばれていた少女。拓朗のクラスメイト。大橋に思いを寄せており、拓朗にどうすれば大橋に近づけるかを相談を持ちかける。
作者の次回作『増すコミ』にて、彼女（に似た少女）が登場している。
若菜 ちえり（わかな ちえり）
声 - 新井里美（OAD）
『聖☆ピスタチオ学園』の主な狂言回し的なポジションで、同作からのゲスト出演。『むろみ』の単行本巻末おまけ漫画に登場しているほか、一度本編にも登場している。
周囲の人間の弱みを握っては脅迫するなど、腹黒い少女。
アニメ本編の第3話及び最終話にて、台詞なしでカメオ出演しているシーンがあり、OAD第EX話で台詞付きでの出演を果たす。他の学園キャラと違い、名前に変更がなかった。その話で、むろみに足が生える白い粉を売りつける。
作者の次回作『増すコミ』の単行本1巻巻末おまけ漫画にてゲスト出演している。
黒柳先生（くろやなぎせんせい）
『聖☆ピスタチオ学園』からのゲスト出演。黒い長髪にサングラス、服装も黒シャツに黒ズボンと全身黒ずくめで黒板用コンパス定規で生徒達を粛清しまくるハードボイルドなノリの数学教師。拓朗いわく「破天荒」な先生。体罰も当たり前な前時代的な教師だが、彼が受け持つクラスの国立大学合格率は高いという。拓朗に対しても文化祭にフイッシング部の展示を出すよう強制したり、予算を札束で与え闇雲に浪費したら体罰を喰らわせるつもりだったり、展示会場の不入りの原因を遠慮なく鋭く指摘したりと厳しいが、一教師としての立場から拓朗の意識の変化や成長することを楽しんでいるようでもある。鳥類の成長に例えた言い回しをすることが多い（例：「学生なんざ孵化する前の卵だ」、「ひよこがピヨピヨうるせえ!」など）。拓朗が二度目の文化祭にて去年よりマシになったフィッシング部の展示会場に対しても褒めなかったが、それはけちの付けようがない感想の裏返しであったと大橋は推測している。
ちなみに一男一女の妻子持ちである。
アニメ本編では台詞なしで登場しているシーンがある。
作者の次回作『増すコミ』の単行本2巻にゲスト登場している。
春吉 司（はるよし つかさ）
拓朗のクラスメイト。釣り目が特徴。恋愛面に関しては場数を踏むのと性欲をこじらせるのとは別物と拓朗に諭しているが、彼のせいで「恋愛中毒（ラブジャンキー）」と根も葉もない噂を流され、拓朗にとってはトラブルメーカーとなっている。
住吉 龍秀（すみよし たつひで）
拓朗のクラスメイト。短髪・長身が特徴。拓朗については「彼女がいるやつは成績が落ちるのが多いなかで拓朗は逆に成績が上がっているからむろみとの関係は良好なのでは」と評していたが、成績に関しては専ら大橋が勉強を教えているためである。
西中 翠（にしなか すい）
拓朗のクラスメイト。ショートヘアーが特徴。拓朗のことは「ほかの男子に比べれば落ち着いているが、彼氏にするならハジケないと付き合ってもすぐ飽きそう」と評した。恋愛面には一途で、拓朗と乙姫のやり取りを見て浮気したのと勘違いし、笑顔で「二股クソ野郎」などと辛らつな言葉を投げかける。また、学園祭に来た七隈と拓朗が親しげに話しているの見ると「また新しい女が……!?」と目を光らせている。これらのことから拓朗を気にしている節も見られ、文化祭において拓朗の手伝いをしたときに拓朗に「最近、できる男になった」と評したが、拓朗から謙虚な返答をしたことで「ムカつく!」と言い返したところ、冷泉が「フラグが立った!?」と言っている。
冷泉 いつき（れいせん いつき）
拓朗のクラスメイト。垂れ目・ロングヘアで髪をヘアピンで留めてあり、額が出ているのが特徴。釣りには興味がなく、拓朗のことは（趣味が合わないとはいえ）友人以上の感情は持っていなかったが、むろみと拓朗と乙姫の関係を見て「向島くんって、意外と肉食系なんだ……」と逆に好感をもった。
永野 徹（ながの とおる）
声 - 間島淳司（OAD）
『聖☆ピスタチオ学園』の主要人物の1人で、OAD第EX話で「トール」としてゲスト出演。
須藤（すどう）
声 - 木村昴（OAD）
『聖☆ピスタチオ学園』の主要人物の1人で、OAD第EX話で「スドー」としてゲスト出演。
増田 弟（ますだ おとうと）
声 - 増田俊樹（OAD）
『聖☆ピスタチオ学園』の主要人物の1人で、OAD第EX話でゲスト出演。

### 鳥
この場合の鳥とは一般的な鳥類と異なり、伝説などに登場する怪鳥や霊鳥の類。共通して上半身は幼い少女の姿をしており、かぼちゃパンツを履いている。背中の翼や脚に鳥の面影を残す。
ハーピー
声 - 酒井香奈子
怪鳥ハルピュイアというギリシャ神話に登場する半人半鳥の化け物。タンクトップを着用する。
イエティに山で罠に掛かっているところを助けられ、以来一緒に生活している。飛行能力は見た目以上に高く、巡航飛行中のジェット旅客機を余裕で追い越せる程のスピードを出せる。イエティの移動手段にもなる。
鳥類のためにむろみが餌に見えてしまう上、さらに3歩歩くと物事を忘れてしまう鳥頭であるため、すぐにむろみに噛み付いてしまい、むろみの天敵となっていた。拓朗に餌付けされた後はむろみを「友達」として見ているが、捕食時と同じぐらい突っつきまわし、初期の頃はむろみと他の人魚の区別がつかなかった。そのためむろみと遊んでるつもりで瀬戸内三連星をボロボロにしたこともある。その後はイエティの教育によりむやみに人魚を襲うことはだいぶ減ったが、むろみがイエティにじゃれたりするとやきもちを焼いたりして襲ったりすることは現在でもある。ただしリヴァイアさんに対しては野生の勘で本当の姿を見抜き恐怖のあまり逃げ出している。
また、イエティが留守をするたびにワイズマンのコピーにインターネットスラングを仕込まれたためそれ以降は会話の端々にインターネットスラング語が出てくる。
『地元版』にも登場。
ヤタガラス
日本神話に登場する伝説上の烏。頭に冠羽、首に黒い数珠、上半身は「衣」（きぬ）を身に着けている。足が3本あり、背中の翼は黒い。流暢な関西弁を操る。伸縮自在で川端の長距離移動時の手段として活躍する。
全ての鳥類（この場合は一般的な鳥類）の長的存在であり、むろみを襲う鳥類を追い払ったこともある。人魚の味を知っており、その評価は本人曰く「極上」とのこと。
バジリスク
ヨーロッパに伝わる怪鳥。パリっ子を意識したファッションで登場毎に服装が変わる。会話はそこそこ出来るようで時折「バージリースク!!」と叫ぶ。ハーピーが自分と同じヨーロッパ出身と分かり「ジモッティ（地元が同じ）」と呼び合い仲良くなった。
単行本6巻に掲載されているイラストによれば、速力と機動力に秀でているが、安定性が低い。オリジナルと同様、爪の猛毒や視線の合った相手を石化する能力を持つ。
鳳凰（ほうおう）
中国神話に登場する霊鳥。シニヨンキャップのお団子頭 + ツインテールにチャイナ服。中国語を話す。また全身から炎を出すことも出来るようである。
単行本6巻に掲載されているイラストによれば、4羽中最もバランスがとれている。
サンダーバード
ネイティヴアメリカン（インディアン）に伝わる神鳥。見た目もかつてのネイティブアメリカンが着用していた民族衣装そのものである。また羽が電撃マークのような形をしている。英語を話すが、英会話能力は英検3級程度。
単行本6巻に掲載されているイラストによれば、火力と防御力がページを振り切っている。
キンナラ
インド神話に登場する音楽の神。羽型の髪飾りに胸と腕にバンテージを巻いている。会話はすべて音符で表されている。
単行本6巻に掲載されているイラストによれば、火力と防御力に関しては4羽中最低なものの、安定性は4羽中随一。
朱雀（すざく）
中国の伝説上の神獣（神鳥）で、四神・五獣の一つ。南方を守護する。八咫烏や鳳凰の知り合いだが常時全身から炎が出ているらしく「暑苦しい」とのこと。その為、八咫烏や鳳凰はあまり会いたがらずサミットと称する鳥達の集会にも呼んで貰えないようである。故に本編には未登場。鳳凰が描いた絵によれば黒いシルエットの全身が炎に包まれている姿をしているらしい。

### その他人外

#### 異生物
実在しない（もしくは未確認動物）とされる生物たち。人魚と同様に不老不死か、もしくは非常に長寿である。この項では機械化した現代のワイズマンの他、生物でない物も含む。
リヴァイアさん
声 - 中原麻衣
むろみの先輩で、お姉さん的な存在。小倉出身なので北九州弁で喋る。
人魚と同じく半人半魚の姿で、錨付きの首輪と白い長手袋、垂れ目、褐色の肌と割れた腹筋が特徴。
おっとり・のんびりした物腰で、性格はむろみ以上に豪放磊落で細かいことは気にしない。しかし時折さりげなく他の人魚たちを気遣うような年上っぽい顔も見せる。
大変な酒豪で、よく人魚たちを集めて宴会を行っているが、まず酔い潰れることはない。また、自分と同じペースで他の人魚たちに飲酒を強要するため、毎度人魚たちが酔い潰れて全滅している。作中、むろみ達が二日酔いで浜辺に漂着することになる原因の多くはこれである。酒類は全般を嗜むが、特にビールを好む。
正体は伝説の海竜リヴァイアサンで、普段は人魚の姿をしているが変身を解くと巨大な海竜の姿になり口から炎のブレスを吐くことが出来る。本気を出せば地球ぐらいは簡単に吹き飛ばせるらしい。
神々と共に数々の終末戦争に参加しており、ラグナロク後にそのまま滅びるつもりであったが、そこに現れた新しい世界の生命であるむろみに説得され、新しい世界を見守るために生きる道を選んだ。それ以来、普段は人魚の姿を取るようになった。その状態でもテレパシー能力や雲を吐息ひとつで吹き飛ばせるほどの力を持ち、刀で刺した程度では（貫通はするが）何ともない強靭な身体を持つ。温泉代わりに溶岩に浸かっても平気。
他の人魚たちの携帯と念話で会話しており、拓朗の心を読んだり頭に直接話しかけたりもできる。
また、超科学力を以て神々に戦いを挑んだムー大陸を滅ぼす際、切り込み隊長を務めた経験がある。なお、海竜の姿でむろみと初めて出会った時はなぜかまったく訛っていなかった。
他の人魚たちが知らない乙姫の過去のことを何かしら知ってるフシがある。最近、自分よりもはるかに虚弱な存在であるはずの拓朗に厳しい言葉で躾けられる快感に目覚めたようである。
海の世界では有名人で、海に住む者でリヴァイアさんを知らない奴はモグリと乙姫は語っている。漁師も彼女の存在は知っており、リヴァイアさんを釣り上げることは不敬にあたると考えられている。ただし本人はまったく気にしておらず、むしろもっと皆から愛されたいと思っている模様。
人魚たちと同様、不老不死がために幸福感に飢えている。
『地元版』にも登場。
川端くん（かわばたくん）
声 - 浜田賢二
むろみの知り合いで、川の上流に生息する河童。名前の由来は福岡市川端。
兄（声 - 高坂篤志）が人間に拉致されて大阪市の瑞龍寺にミイラとして保管されていることから人間不信気味であるが、兄のミイラは丁重に扱われているため複雑な心境でもある。強面で筋肉質な外見と、必要ないことは話さない無愛想さから近寄りがたい印象を与えるが、実は学者気質で気は優しく、親しい者の頼みは色々と聞いてくれる。むろみは時々川を上って彼のもとへ遊びに行っている。
兄の件から人間に対して心を許しておらず、拓朗に対しても初対面では嫌っていたが、後にむろみの親友ということで拓朗の良き理解者の1人となる。医学や薬学にとても詳しく、病気などの際にむろみによく頼られて薬を調合している。
むろみ達と行った毒キノコ狩りで見つけた、外来種と思しき人面キノコを採取し栽培に成功。これを素材に様々な薬を作れるようになった。
毎年春になるとむろみと組手を行なっているが、一撃も与えられず惨敗している。花粉症持ち。
『地元版』にも登場。
宝満さん（ほうまんさん）
声 - いのくちゆか
九州某所にある山奥に住む、とても女性らしい物腰と言葉遣いをするツチノコ。
毎年むろみと川端くんに毒キノコの処理を頼んでおり、また冬眠の時は川端くんに手伝ってもらい地中に埋められるが、一緒に目印代わりの卒塔婆も建てられている。
川端くんの恩人であり（具体的にどんなことがあったのかは不明）、川端くんは体の動く限り借りを返し続けるつもりでいる。どこかお姉さんのような雰囲気で、事実川端くんよりは年上だが、むろみよりは年下になる。
自身に懸賞金が掛けられているという事実に対しては満更でもないらしい。
名前の由来は福岡の宝満山から。
イエティ
声 - 斎藤千和
ヒマラヤの山奥の洞窟で暮らす雪男。世間一般で言い伝えられている厳ついイメージとは異なり、小柄かつ中性的で可愛らしい外見。そのせいで雪山登山隊等と接触しても地元の村の子供などと思われ、人外だと知れるには至っていない（作った品物を納める村の人々は「イエティ様」と呼んでいるため、一部の人間には知られているようであるが）。 約60年前にウインタースポーツで遊んでいる最中に氷漬けになったむろみを助けて以来友達になり、むろみをはじめとした人魚達から可愛がられている。
腕力はかなり強く、さらにするどいツメを持っており椰子の実やワイズマンのレアメタル製ボディすら一刀両断に出来る。一人称は「ボク」だが性別は不明。
元々尻尾はなかったが、特製の携帯電話をもらうためにワイズマンに面会した際に個人的趣向でつけさせられた。その際イヤリング型の携帯電話をもらっており、耳につけている。
むろみのことが大好きだが、たびたび相談を受けてくれる拓朗を兄のように慕ううちに、恋心（のような気持ち）を抱くようになった。拓朗と2人きりで釣りをするために、ハーピーに内緒で日本に来たり、師匠のサイクロプスが拓朗達に可愛がられる様を想像して一緒に日本に連れて行くことを拒否するなど、嫉妬や恋愛感情とも受け取れる描写が多い。ただ、本人は自身の気持ちの正体を自覚して受け止めきれていないようでもある。
むろみとハーピーがケンカをすると、洞窟の壁にクギバットを叩きつけて黙らせるなど、口数は少ないが怒らせるとかなり怖いようである。
職人的な物作りの腕前と才能を持ち、家具や料理を自作したり、作った仏像や神像をふもとの村で売ることで生計を立てている。凝り性な一面があり、むろみとの京都旅行がきっかけで刀剣制作に励むようになる。また拓朗の釣竿制作を依頼された時もありその時は耐久力にこだわるあまりコンクリの防波堤にめり込んだ足跡がつくくらいの質量を持つ釣竿になってしまった。その後、刀剣制作と並行して釣竿も試作を重ねてるようである。その特徴や手先の器用さから、リヴァイアさんはドワーフの末裔ではないかと考えていた。後にドワーフ族の突然変異種（色素欠乏?）でありそのことで疎まれたためにドワーフの里から出て行ったことが判明。
勤勉家で色々な書物を読む。ちなみに入浴中でも毛皮は脱がない（脱げない?）。高山暮らしで免疫が無いらしく花粉症持ち。カナヅチで泳げなかったがスキューバダイビングの初級ライセンスを取得した。大変な酒豪でいくら飲んでも平気（リヴァイアさんと互角以上に飲める唯一の登場人物）。
ワイズマン
声 - 大塚芳忠
大昔に地球に漂着した異星人。
宇宙船の燃料が手に入らなかったため、やむなく地球の生物と交流しながら生活しており、親切心から地球の生物への技術供与なども行っていたが、その技術が元でムー大陸の人間が増長したため、現在ではそうした行為は自重している（リヴァイアさんからも釘をさされている）。しかしむろみ達人外の者との交友は現在も盛んで、人魚が持っている携帯電話は彼の作ったものらしく、作中ではイエティの携帯電話を作成したり、ハーピーの足に付ける発信器を提供したりもしている。
寿命を延ばすために全身を機械化、頭脳をデジタル化しており、大量にコピペ済であるため少々破壊されても平気。イエティの住む洞窟にもコピーが潜んでいた。
情報収集のために侵入したサーバのお国柄の影響か、おたく趣味の傾向がある。初登場時からその発言はネットスラング満載で、最近では殆ど痴漢・変質者の域に達している。ハーピーの口調の変化を心配したイエティが普段のハーピーの行動を監視しようと発信器の提供を求めて訪れるが、原因はワイズマン自身、という有様であった。
欲望まみれの生活を満喫するにはリヴァイアさんが邪魔だと考えているようで、彼女を打倒するための兵器開発に勤しんでいる。ただしいつも瞬殺で負けている。また、技術開発の原動力には「萌え」要素が必要との発言もしている。
クラーケン
北欧神話に出てくる巨大な海の怪物。リヴァイアさんの差し入れたスルメに憤慨していたことから、本作ではイカの怪物として設定されている模様。
巨大形態と人間形態に変身でき、人間形態時は西洋の鎧兜のような風体をしているが、両手足はイカの様な触手のままである。
かつて隅田さんを商船から救い出したこともあるが、沈めた船にたまたま隅田さんが捕まっていただけらしい。
あまりに海上で大暴れを繰り返したため、現在はリヴァイアさんの手によりバルト海海溝の底に幽閉中。たまにリヴァイアさんに飲み会を開いてもらったり、サンドバッグ代わりにされたりする。
力は漢の証であり、それを振るうのは当然だとロシアの原潜にちょっかいをかけて力自慢をしようとするなど、自分が女性（人魚）にモテない理由が分かっていない様子。
なお単行本の幕間イラストによれば最大HP126000・最大MP600。
サイクロプス
イエティの物作りの師匠で、神々に依頼されて魔剣を作る刀剣鍛冶。黒毛で褐色の肌をしている以外は、イエティと同じような小柄で可愛らしい外見をしており、イエティと同種族と思われる。
ギリシャ神話に出てくる単眼の巨人と同名だが、隻眼（左目に眼帯をしている）以外は似ても似つかない。作中では古代ギリシャ人の軍勢を1人で撃退した際（子供の様なサイクロプス1人に敗北した人間がメンツを守るために）、自分を怪物に仕立て上げたのではないか、と本人が推測している。前述の逸話から、かなりの戦闘能力を有していると思われる。
性別は明らかにされていないが、バジリスクがサイクロプスのためにオシャレな洋服を用意した時は女物の服を用意していた。
魔剣テュルフィングを鍛えるため50年以上も里を不在にしており、最近までイエティが里を追い出されたことを知らなかった。自分のもとへ連れ帰ろうと探し歩いていたところでむろみと出会い、師弟の再会を果たす。
相当に涙もろく、ネガティブ思考で自虐的。心を許せる友人もいないようで、イエティを連れ帰ろうとしたのもイエティを心配して、というより独り身の寂しさに耐えかねてのことらしい。1人でいると孤独に耐えられず、気付くと奇声を発して走り回っていることが度々あるらしいが、弟子のイエティを頼って一緒に暮らすことは師匠のプライドが許さない……と、やたらと「メンドくさい性格」で、里にいたころはイエティとは別の理由で腫れ物扱されていた。
愛弟子のイエティの存在と、その師匠であることが数少ない心の支えであり、イエティに怒られた時には「嫌わないでくれ」と土下座までした。また、イエティが独学で鍛えた日本刀に自身の魔剣があっさり折られた時には、師匠の威厳の喪失を恐れ、全力で敗北の事実を拒絶していた。
フレミィ
作者の不定期連載作品『ちきゅう観測隊!』からのゲスト出演。
人間の少女のような姿をしているが、ピタゴラ星人の作った自律型サポートメカで、正式名称「S-X3 フレミング」。
単行本のあとがきまんがに若菜ちえりと共に登場。機械故に淡々と事実のみを述べ、むろみを困らせている。
『ちきゅう観測隊!』が単行本されたことに関して、8巻のあとがきまんがにて（本作のアニメ化の話題そっちのけで）ほぼ無表情ながらも「大願成就」を高らかに掲げ、作者の喜びを代弁していた。
ちえりと違い本編での登場はないが、アニメではちえりと共に数カットカメオ出演している。

#### 通常生物
自然界に存在する（もしくはかつて存在した）生物たち。当然ながら拓朗などの一般の人間とは会話はできないが、人魚とその能力を受け継ぐ乙姫や一部の異生物とは会話が可能。
リュウグウノツカイ
声 - 阪口大助
むろみの知り合いの深海魚で、かつては名の通り竜宮城の従業員だったが、やや気弱な性格で要領が良くないゆえか乙姫からはグズと見られている。
城の倒壊で失業して以降は定職に落ち着けず、むろみが時々仕事を世話することがある。陸揚げされると嵐が来るという厄介な特殊能力と、実務に向かなさそうな派手な体、普段何をしているのか分からないことから、なかなか仕事にありつくことができずに悩んでいる。なお陸揚げされると嵐が来るという厄介な特殊能力は乙姫の呪いという事であったが実際はリュウグウノツカイが本来持って生まれた能力であるという結論になりつつあるようである。
竜宮城で働いていた時は要領が悪いながらも必要とされていたため、失業した今でも誰かの役に立ちたいと様々な仕事に挑戦する健気な魚。
最初は1話限りのゲストキャラの予定だったが、その特殊性ゆえに展開に変化をもたらすキーキャラクターとしての出番を得るようになっていく。
むろみからは「現代っ子」扱いされるが、関東大震災で倒壊した竜宮城で働いていたということから、初登場時の年齢は少なくとも86歳以上ということになるはずだが、実はただの先祖からの受け売りであった。
魚竜
声 - 小野友樹
作中の回想や会話に度々登場する、約2億年前の中生代にむろみが付き合っていた元彼。性格はヤンキーやチャラ男の類。
海はもう制覇したとして陸上進出を目指すが、その辛さに呆気なくリタイア。励ますむろみを「重たい女」として振ったうえ、目の前で別のメスとくっついて去って行ったため、むろみに現代まで癒えることの無い心の傷を負わせた。イルカなどの水棲哺乳類をこの元彼の子孫と勘違いしたのが、むろみの水棲哺乳類嫌いの原因。後にリヴァイアさんとの会話で元彼が現在は絶滅した魚竜（水棲爬虫類）であり、実はクジラやイルカとは進化の上で直接関係ないことが判明したが、それでも水棲哺乳類嫌いは克服されていない。
魚竜として認識されている元彼だが、明確に首が描写されていたり、魚竜の特徴である大きな目や大きな背びれがなかったりと、魚竜というよりはむしろリオプレウロドンなどの首の短いタイプの首長竜と共通点が多い。
イルカ
声 - 髙坂篤志・矢部雅史・中嶋ヒロ・中嶋アキ
水族館のイルカショーなどでおなじみの水棲哺乳類の一種。作中ではむろみの憎悪の対象であり、ひいちゃんのお友達であり、瀬戸内三連星の狩りの対象になることもある。
連載初期の頃はむろみに中生代で自分を振った元彼の子孫だと思われていた。後にリヴァイアさんから進化の系統の話を聞かされ誤解だったことが判明するも、その後水棲哺乳類嫌いはただの言いがかりに推移して現在では詐欺師や侵略者のような言われ方をしている。
しかし「ひいちゃんをマインドコントロールしてるのでは?」と心配して探りを入れていた瀬戸内ツインズの記憶を消したり、その直前に怪しい会話をしていたりと侵略者というのもあながち見当違いではなさそうなそぶりを見せたりしている。
ガラパゴスバットフィッシュ
むろみが拓朗の前に連れてきた魚。ひれで歩くように移動することができる。
働く意欲があるが使い勝手が悪いリュウグウノツカイと違い、意欲そのものがないタイプ。あまりの危機感の無さにむろみが苛立ち、無理やり危機に晒してやろうとしたが結局空回りに終わった。
以後リュウグウノツカイの相方的なポジションを与えられ時折登場するようになる。また、リュウグウノツカイに対しては目上のような振る舞いで悟ったような物言いをする。

## 単行本
名島啓二 『波打際のむろみさん』 講談社〈講談社コミックス〉、全11巻。
第9巻にはOAD付き限定版が存在する。OADのスタッフ&キャストはテレビアニメと共通。ストーリーはアニメオリジナルとなる。
| 巻数 | 巻数 | 初版発行・発売日 | ISBN                                                    |
| ---- | ---- | ---------------- | ------------------------------------------------------- |
| 1    | 1    | 2010年2月17日    | 978-4-06-384258-6                                       |
| 2    | 2    | 2010年6月17日    | 978-4-06-384318-7                                       |
| 3    | 3    | 2011年1月17日    | 978-4-06-384433-7                                       |
| 4    | 4    | 2011年7月17日    | 978-4-06-384524-2                                       |
| 5    | 5    | 2011年12月16日   | 978-4-06-384605-8                                       |
| 6    | 6    | 2012年4月17日    | 978-4-06-384658-4                                       |
| 7    | 7    | 2012年10月17日   | 978-4-06-384741-3                                       |
| 8    | 8    | 2013年3月15日    | 978-4-06-384829-8                                       |
| 9    | 9    | 2013年8月16日    | 978-4-06-358446-2（限定版） 978-4-06-394915-5（通常版） |
| 10   | 10   | 2014年2月17日    | 978-4-06-395012-0                                       |
| 11   | 11   | 2014年7月17日    | 978-4-06-395127-1                                       |

名島啓二『波打際のむろみさん 地元版』講談社、KCマガジンDX
| 巻数 | 巻数 | 初版発行・発売日 | ISBN              |
| ---- | ---- | ---------------- | ----------------- |
| 1    | 1    | 2020年12月17日   | 978-4-06-521632-3 |

## テレビアニメ
2013年4月より6月まで15分枠で放送された。ナレーションは中嶋ヒロ。タツノコプロ製作ということでムテキングやウラシマン等がカメオ出演している。

### スタッフ
- 原作 - 名島啓二（講談社「週刊少年マガジン」連載）
- 監督 - 吉原達矢
- キャラクターデザイン・総作画監督 - 貞方希久子
- シリーズ構成 - ふでやすかずゆき
- 美術監督・美術設定 - 海津利子
- プロップデザイン - 高田晃
- 色彩設計 - 永井留美子
- 撮影監督 - 神木正士
- 編集 - 坂本雅紀
- 音響監督 - 今泉雄一
- 音響制作 - HALF H・P STUDIO
- 音楽 - 手塚理
- 音楽制作 - スターチャイルドレコード
- プロデューサー - 立石謙介、須藤孝太郎
- アニメーションプロデューサー - 石川学
- アニメーション制作 - タツノコプロ
- 制作協力 - 講談社、キングレコード、タツノコプロ、クロックワークス、メモリーテック、フロンティアワークス
- 製作 - 波打際のむろみさん製作委員会（TV）、波打際のむろみさんOAD製作委員会（OAD）

### 主題歌
オープニングテーマ「七つの海よりキミの海」
作詞 - 畑亜貴 / 作曲 - 神前暁 / 編曲 - 神前暁、高田龍一 / 歌 - 上坂すみれ
エンディングテーマ「シーサイド99」　※BD版、OADのみ
作詞 - 只野菜摘 / 作曲・編曲 - 手塚理 / 歌 - むろみさん（田村ゆかり）・ひいちゃん（野中藍）・隅田さん（上坂すみれ）

### 各話リスト
| 話数           | サブタイトル                 | 脚本             | 絵コンテ     | 演出         | 作画監督          |
| -------------- | ---------------------------- | ---------------- | ------------ | ------------ | ----------------- |
| 第1話          | 瀬戸際のむろみさん           | ふでやすかずゆき | 吉原達矢     | 吉原達矢     | 小嶋慶祐          |
| 第2話          | 伝説の海獣とむろみさん       | ふでやすかずゆき | 吉原達矢     | 吉原達矢     | 砂川貴哉          |
| 第3話          | 積年の想いとむろみさん       | 村上桃子         | セトウケンジ | セトウケンジ | 松下郁子          |
| 第4話          | 食物連鎖とむろみさん         | 村上桃子         | セトウケンジ | セトウケンジ | 松下郁子          |
| 第5話          | ツインマウンテンとむろみさん | 涼村千夏         | 中野英明     | 中野英明     | 小山知洋          |
| 第6話          | 竜宮城とむろみさん           | 涼村千夏         | 中野英明     | 中野英明     | 山崎淳            |
| 第7話          | 少年と河童とむろみさん       | ふでやすかずゆき | 中村憲由     | 野木森達哉   | 砂川貴哉          |
| 第8話          | 癒し系(?)とむろみさん        | 涼村千夏         | 中村憲由     | 野木森達哉   | 吉原達矢          |
| 第9話          | ひみつの超文明とむろみさん   | 涼村千夏         | セトウケンジ | セトウケンジ | 松下郁子          |
| 第10話         | ワールドワイドのむろみさん   | ふでやすかずゆき | セトウケンジ | セトウケンジ | 斎藤真由          |
| 第11話         | ツンとむろみさん             | 村上桃子         | 中野英明     | 中野英明     | 山崎淳            |
| 第12話         | 色んな愛の形とむろみさん     | 村上桃子         | 中野英明     | 中野英明     | 小山知洋 山崎淳   |
| 第13話         | 行く年来る年のむろみさん     | ふでやすかずゆき | 吉原達矢     | 吉原達矢     | 普津澤時ヱ門      |
| 第EX話 （OAD） | パンゲア超大陸のむろみさん   | ふでやすかずゆき | 吉原達矢     | 吉原達矢     | 砂川貴哉 吉原達矢 |

### 放送局
ネット配信以外は、全局『よんでますよ、アザゼルさん。Z』とのセット放送。『アザゼルさん。』の監督を務める水島努は当作品を高く評価している。
| 放送地域   | 放送局             | 放送期間               | 放送日時                     | 放送系列         | 備考                     |
| ---------- | ------------------ | ---------------------- | ---------------------------- | ---------------- | ------------------------ |
| 東京都     | TOKYO MX           | 2013年4月7日 - 6月30日 | 日曜 1:15 - 1:30（土曜深夜） | 独立局           |                          |
| 近畿広域圏 | 毎日放送           | 2013年4月7日 - 6月30日 | 日曜 3:43 - 3:58（土曜深夜） | TBS系列          | アニメシャワー 第4部後半 |
| 埼玉県     | テレ玉             | 2013年4月7日 - 6月30日 | 日曜 23:45 - 月曜 0:00       | 独立局           |                          |
| 千葉県     | チバテレビ         | 2013年4月7日 - 6月30日 | 日曜 23:45 - 月曜 0:00       | 独立局           |                          |
| 神奈川県   | tvk                | 2013年4月7日 - 6月30日 | 日曜 23:45 - 月曜 0:00       | 独立局           |                          |
| 愛知県     | テレビ愛知         | 2013年4月9日 - 7月2日  | 火曜 2:20 - 2:35（月曜深夜） | テレビ東京系列   |                          |
| 福岡県     | TVQ九州放送        | 2013年4月9日 - 7月2日  | 火曜 2:45 - 3:00（月曜深夜） | テレビ東京系列   |                          |
| 日本全域   | AT-X               | 2013年4月11日 - 7月4日 | 木曜 21:15 - 21:30           | アニメ専門CS放送 | リピート放送あり         |
| 日本全域   | BS11               | 2013年4月12日 - 7月5日 | 金曜 23:15 - 23:30           | BS放送           | ANIME+枠                 |
| 日本全域   | バンダイチャンネル | 2013年4月13日 - 7月6日 | 土曜 0:00 更新（金曜深夜）   | ネット配信       |                          |
| 日本全域   | ニコニコ生放送     | 2013年4月13日 - 7月6日 | 土曜 0:45 - 1:00（金曜深夜） | ネット配信       |                          |
| 日本全域   | ニコニコチャンネル | 2013年4月13日 - 7月6日 | 土曜 1:00 更新（金曜深夜）   | ネット配信       |                          |

### 関連商品

#### BD
デジパック仕様。放送時にはなかったエンディングが追加されている。エンディングテーマは「シーサイド99」。
| 巻数  | 収録話         | 発売日        | 規格品番 |
| ----- | -------------- | ------------- | -------- |
| 第1巻 | 第1話 - 第4話  | 2013年6月26日 | KIXA-331 |
| 第2巻 | 第5話 - 第8話  | 2013年7月24日 | KIXA-332 |
| 第3巻 | 第9話 - 第13話 | 2013年8月21日 | KIXA-333 |

#### CD
| タイトル                                                     | 発売日        | 規格品番                 |
| ------------------------------------------------------------ | ------------- | ------------------------ |
| 七つの海よりキミの海                                         | 2013年4月24日 | KICM-91447（初回限定盤） |
| 七つの海よりキミの海                                         | 2013年4月24日 | KICM-91448（アニメ盤）   |
| 七つの海よりキミの海                                         | 2013年4月24日 | KICM-1449（通常盤）      |
| 波打際のむろみさん サントラ                                  | 2013年5月22日 | KICA-3214                |
| 波打際のむろみさん キャラクターソングアルバム〜波打際のMUSIC | 2013年6月26日 | KICA-3215                |

### Webラジオ
『波打際の○○さん』は、アニメイトTVで2013年4月3日から2014年3月5日まで毎週水曜日に配信されていたラジオ番組。
パーソナリティ
波打際のみなさん（週替わり）
配信リスト
| 回数         | サブタイトル                 | 出演者                                                            | 配信日        |
| ------------ | ---------------------------- | ----------------------------------------------------------------- | ------------- |
| #0           | 波打際の○○さん               | 水島大宙、中原麻衣、野中藍 上坂すみれ、原田ひとみ                 | 2013年 4月3日 |
| #1           | 波打際のゆかりさん           | 田村ゆかり、水島大宙                                              | 4月10日       |
| #2           | 波打際ののなかさん           | 野中藍、水島大宙                                                  | 4月17日       |
| #3           | 波打際のすみれさん           | 上坂すみれ、水島大宙                                              | 4月24日       |
| #4           | 波打際のだいちゅうさん       | 水島大宙、田村ゆかり                                              | 5月1日        |
| #5           | 波打際のひとみさん           | 原田ひとみ、野中藍、水島大宙                                      | 5月8日        |
| #6           | 波打際ののなかさん その2     | 野中藍、原田ひとみ、水島大宙                                      | 5月15日       |
| #7           | 波打際のかなこさん           | 酒井香奈子、斎藤千和                                              | 5月22日       |
| #8           | 波打際のさいとうさん         | 斎藤千和、酒井香奈子                                              | 5月29日       |
| #9           | 波打際のなかはらさん         | 中原麻衣、水島大宙                                                | 6月5日        |
| #10          | 波打際のだいちゅうさん その2 | 水島大宙、中原麻衣                                                | 6月12日       |
| #11          | 波打際のまさひとさん         | 矢部雅史、高坂篤志、水島大宙                                      | 6月19日       |
| #12          | 波打際のあつしさん           | 高坂篤志、矢部雅史、水島大宙                                      | 6月26日       |
| #13          | 波打際のだいすけさん         | 阪口大助、水島大宙                                                | 7月3日        |
| #14          | 波打際のふじたさん           | 藤田咲、阪口大助、水島大宙                                        | 7月10日       |
| #15          | 波打際ののなかさん その3     | 野中藍、水島大宙                                                  | 7月17日       |
| #16          | 波打際のだいちゅうさん その3 | 水島大宙、野中藍                                                  | 7月24日       |
| #17          | 波打際のひとみさん その2     | 原田ひとみ、酒井香奈子、野中藍                                    | 7月31日       |
| #18          | 波打際のかなこさん その2     | 酒井香奈子、原田ひとみ、野中藍                                    | 8月7日        |
| #19          | 波打際のあつしさん その2     | 高坂篤志、阪口大助                                                | 8月14日       |
| #20          | 波打際のふじたさん その2     | 藤田咲、高坂篤志、阪口大助                                        | 8月21日       |
| #21          | 波打際のだいすけさん その2   | 阪口大助、上坂すみれ、水島大宙                                    | 8月28日       |
| #22          | 波打際のすみれさん その2     | 上坂すみれ、阪口大助、水島大宙                                    | 9月4日        |
| #23          | 波打際のなかはらさん その2   | 中原麻衣、野中藍、水島大宙                                        | 9月11日       |
| #24          | 波打際ののなかさん その4     | 野中藍、中原麻衣、水島大宙                                        | 9月18日       |
| #25          | 波打際のかなこさん その3     | 酒井香奈子、中原麻衣、水島大宙                                    | 9月25日       |
| #26          | 波打際のなかはらさん その3   | 中原麻衣、酒井香奈子、水島大宙                                    | 10月2日       |
| #27          | 波打際のまさひとさん その2   | 矢部雅史、藤田咲、水島大宙                                        | 10月9日       |
| #28          | 波打際のふじたさん その3     | 藤田咲、矢部雅史、水島大宙                                        | 10月16日      |
| #29          | 波打際のひとみさん その3     | 原田ひとみ、阪口大助、高坂篤志                                    | 10月23日      |
| #30          | 波打際のだいすけさん その3   | 阪口大助、原田ひとみ、高坂篤志                                    | 10月30日      |
| #31          | 波打際ののなかさん その5     | 野中藍、水島大宙、中原麻衣                                        | 11月6日       |
| #32          | 波打際のだいちゅうさん その4 | 水島大宙、野中藍、中原麻衣                                        | 11月13日      |
| #33          | 波打際のかなこさん その4     | 酒井香奈子、野中藍、水島大宙                                      | 11月20日      |
| #34          | 波打際ののなかさん その6     | 野中藍、酒井香奈子、水島大宙                                      | 11月27日      |
| #35          | 波打際のふじたさん その4     | 藤田咲、高坂篤志、阪口大助                                        | 12月4日       |
| #36          | 波打際のあつしさん その3     | 高坂篤志、藤田咲、阪口大助                                        | 12月11日      |
| #37          | 波打際のかなこさん その5     | 酒井香奈子、高坂篤志、水島大宙                                    | 12月18日      |
| #38          | 波打際のあつしさん その4     | 高坂篤志、酒井香奈子、水島大宙                                    | 12月25日      |
| #39          | 波打際ののなかさん その7     | 野中藍、水島大宙                                                  | 2014年 1月1日 |
| #40          | 波打際のだいちゅうさん その5 | 水島大宙、野中藍                                                  | 1月8日        |
| #41          | 波打際のひとみさん その4     | 原田ひとみ、水島大宙                                              | 1月15日       |
| #42          | 波打際のだいちゅうさん その6 | 水島大宙、原田ひとみ                                              | 1月22日       |
| #43          | 波打際のふじたさん その5     | 藤田咲、高坂篤志、水島大宙                                        | 1月29日       |
| #44          | 波打際のあつしさん その5     | 高坂篤志、藤田咲、水島大宙                                        | 2月5日        |
| #45          | 波打際のかなこさん その6     | 酒井香奈子、水島大宙                                              | 2月12日       |
| #46          | 波打際のだいちゅうさん その7 | 水島大宙、酒井香奈子                                              | 2月19日       |
| #47          | 波打際ののなかさん その8     | 野中藍、中原麻衣、藤田咲、酒井香奈子 矢部雅史、高坂篤志、水島大宙 | 2月26日       |
| #48 (最終回) | 波打際のたかひろさん         | 水島大宙、野中藍、中原麻衣、藤田咲 酒井香奈子、矢部雅史、高坂篤志 | 3月5日        |